# Ulica Kowelska w Warszawie
Ulica Kowelska – ulica w dzielnicy Praga-Północ w Warszawie.

## Opis
Ulica została przeprowadzona w 1861 jako jedna z ulic Nowej Pragi. Pierwotnie nosiła nazwę Wspólna i do ok. 1875 była rozparcelowana wyłącznie po stronie nieparzystej (zachodniej). Przejęcie w 1875 przez Zarząd Warszawskiego Okręgu Wojskowego terenów po zachodniej stronie dzisiejszej ul. 11 Listopada spowodowało ekspansję zabudowy w kierunku wschodnim i parcelację terenu także po parzystej stronie ulicy.
W 1891 ulica wraz z całą Nową Pragą została przyłączona do Warszawy, w związku z czym zmieniono jej nazwę na Kowelska, gdyż w śródmieściu istniała już ulica Wspólna. Nazwa pochodzi od miasta Kowel.
W 1924 większość terenu między ulicami Kowelską i Środkową, na którym wcześniej znajdowały się składy drewna spółki „Endelman i Papierny”, przejął magistrat z przeznaczeniem na budowę szkoły. Do wzniesionego w latach 1934−1935 nowoczesnego budynku przeniesiono z czynszowych kamienic szkoły powszechne nr 48, 89 i 136.
W latach 30. planowano przedłużenie ulicy w kierunku północnym, ale ten projekt nie został zrealizowany.
W czasie II wojny światowej ulica uniknęła poważniejszych zniszczeń. W 1945 roku w kamienicy nr 4 mieściła się pierwsza siedziba Biura Odbudowy Stolicy.
Po 1945 zlikwidowano istniejącą przy ulicy drewnianą zabudowę.

## W kulturze
Wzniesiona w latach 1911−1912 kamienica Marii Kossakowskiej (nr 6) „zagrała” filmową kamienicę przy ul. Złotej 25 w drugiej części serialu Dom.

## Ważniejsze obiekty
- LXXVI Liceum Ogólnokształcące im. Marszałka Józefa Piłsudskiego